# Solenopsis lusitanica
Solenopsis lusitanica är en myrart som beskrevs av Carlo Emery 1915. Solenopsis lusitanica ingår i släktet eldmyror, och familjen myror.

## Underarter
Arten delas in i följande underarter:
- S. l. gaetula
- S. l. lusitanica